# برهان الیاسی
برهان الیاسی شهروند ایرانی اهل جوانرود بود که مورد اصابت گلوله نیروهای سپاه پاسداران قرار گرفت و کشته شد.

## کشته شدن
در پی اعلام فراخوان برای برگزاری مراسم چهلم هفت نفر از کشته‌های شهر جوانرود، مردم این شهر در آرامستان «حاجی ابراهیم» این شهر تجمع کردند. این هفت نفر در اعتراضات روزهای ۲۹ و ٣٠ آبان جوانرود با شلیک نیروهای امنیتی کشته شده بودند. نیروهای سپاه پاسداران آرامستان حاجی ابراهیم را محاصره کردند و مانع ورود خانواده جان‌باختگان و دیگر شهروندان به این آرامستان شدند. نیروهای امنیتی، شهروندانی را که در اطراف آرامستان مستقر شده بودند با گاز اشک‌آور، گلوله ساچمه‌ای و جنگی هدف حمله قرار دادند. در نتیجه این حملات، برهان الیاسی توسط نیروهای سپاه پاسداران از ناحیه شانه هدف اصابت گلوله قرار گرفت و کشته شد.

### مراسم خاکسپاری
بلافاصله پس از کشته شدن برهان الیاسی، مراسم خاکسپاری او در آرامستان حسن گایر جوانرود با حضور جمعیت پرشمار مردم برگزار شد.